# Tael
 (mai 2023).
Si vous disposez d'ouvrages ou d'articles de référence ou si vous connaissez des sites web de qualité traitant du thème abordé ici, merci de compléter l'article en donnant les références utiles à sa vérifiabilité et en les liant à la section « Notes et références ».

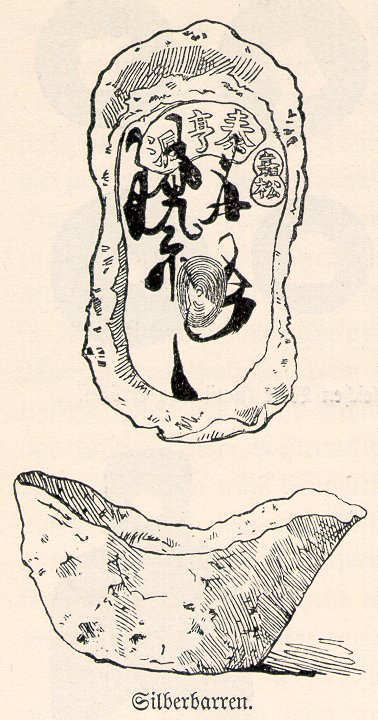
Lingot d'argent chinois en forme de bateau gravé

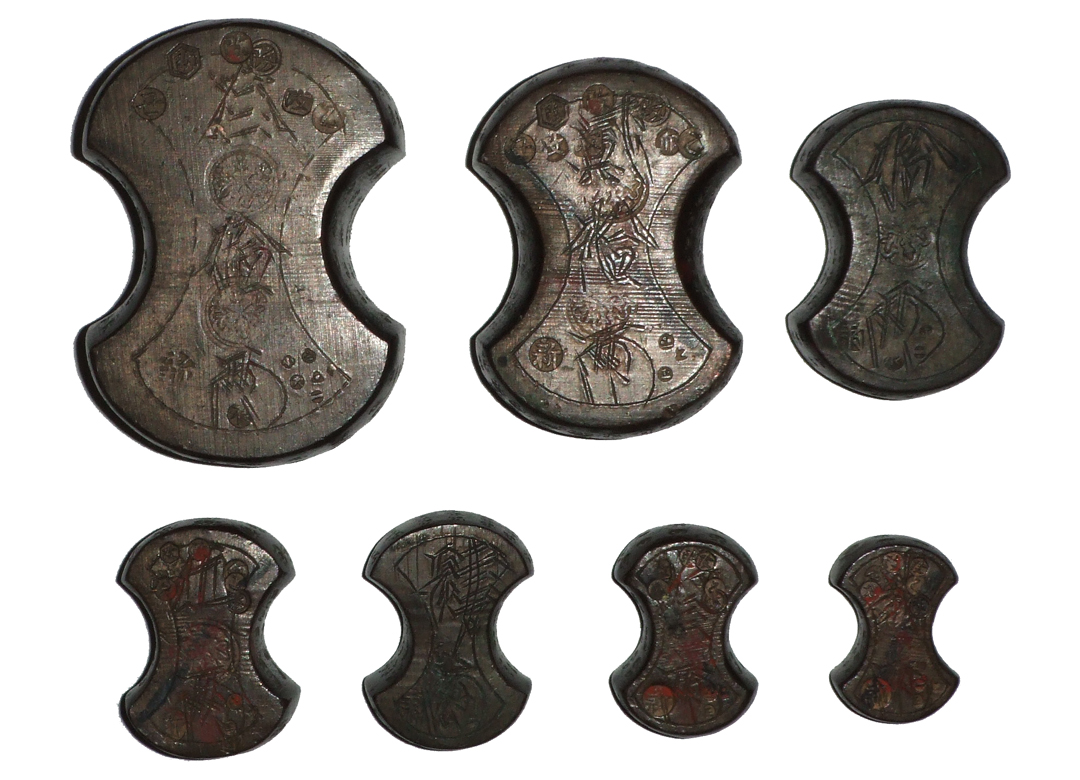
Poids en taels époque d'Edo (Japon, XVIIe siècle-XVIIIe siècle) servent à la pesée, fait en bronze ; en partant de haute en bas, par ordre décroissant de taille : 30, 20, 10, 5, 4, 3, et 2 taels. Soit 1 tael = 37,505 g.

Le tael réfère à différentes mesures de poids d'Asie, équivalant à l'once des systèmes occidentaux (16 taels dans la livre ou catty, yin) mais pesant un peu plus lourd.
Ce terme désigne le plus souvent le tael chinois ou liang (chinois simplifié : 两 ; chinois traditionnel : 兩 ; pinyin : liǎng), unité de base du système de poids et de monnaie en Chine jusqu'en 1933. Mais son poids en grammes a varié selon la région, les époques ou le type de commerce.
En général, le tael d'argent, dans le cadre de l'étalon-argent, pesait un peu moins de 40 grammes. La mesure officielle la plus courante était le tael Kùpíng (庫平 « référence du Trésor », qui pesait 37 grammes). Une mesure d'usage commercial courant, le tael Cáopíng (漕平, « référence pour la navigation sur le Canal ») pesait 36,7 grammes, d'un argent légèrement moins pur.

## Unité de compte monétaire
Les lingots d'argent chinois traditionnels appelés sycee (细丝 / 細絲), ainsi que d'autres monnaies en métal précieux, n'avaient pas de dénomination et n'étaient pas frappés par un Hôtel de la Monnaie central, et leur valeur était déterminée par leur poids en taels. Le tael-argent était ainsi l'unité de compte majeure en Chine. 
Les lingots d'argent étaient fabriqués par des orfèvres indépendants pour les besoins de monnaie locaux, et par conséquent la forme de chaque lingot était éminemment variable ; les formes rectangulaires ou ovales étaient fréquentes, mais on en connait aussi qui avaient la forme de « bateaux », de fleurs, de tortues, et d'autres encore. 
Le tael local avait la préséance sur les taels venant d'ailleurs, de telle façon que le tael de Canton pesait 37,5 grammes, le tael de Shanghai (ou tael de la Convention) pesait 33,9 grammes, et le tael de la Douane (海关 / 海關, Hǎiguān) pesait 37,8 grammes.
Les taux de change entre les différents taels étaient bien connus. Le tael restait la base de la monnaie d'argent, et le sycee resta en usage jusqu'à la fin de la dynastie des Qing.
Les poids les plus fréquemment utilisés étaient 50 taels, 10 taels, et ensuite de 5 jusqu'à un tael.

## Pouvoir d'achat
Des études récentes[réf. nécessaire] suggèrent que, sur la base des parités de pouvoir d'achat en 2008, un tael d'argent du début de la dynastie des Tang (an 620) équivalait à environ 4 130 yuans (±450 €) et 2 065 yuans à la fin de cette même dynastie (900), mais seulement 660,8 yuans au milieu de la dynastie des Ming (vers 1500, ±72 €)[Information douteuse].

## Usage actuel
Le tael est toujours utilisé comme mesure de poids dans la république populaire de Chine, mais sous forme métrique : depuis que ce système y a été adopté, le tael équivaut à 50 grammes.
En revanche, à Taïwan, Hong Kong et en Asie du Sud-Est, le tael reste le plus souvent équivalent à 10 mace (qián 錢) ou 1/16e de catty, soit 37,5 grammes à Taïwan, et 37,8 grammes à Hong Kong ainsi qu'à Singapour.
Au Vietnam, toutes les transactions domestiques en or sont toujours exprimées en taels, et les prix de l'immobilier sont souvent donnés également en taels d'or, plutôt que dans la monnaie locale, de façon à s'affranchir de tout souci concernant l'inflation.

## Origine du mot
Le mot français tael vient du malais tahil, qui veut dire « poids » ; aujourd'hui, ce mot est utilisé en malais et en anglais pour désigner les poids en Malaisie, à Singapour et au Brunei, où le terme est toujours utilisé dans certains contextes, en particulier lorsque cela concerne l'importante diaspora chinoise qui s'y trouve.
En chinois, tael s'écrit  兩 ou 両 (chinois simplifié : 两) et se prononce liǎng en mandarin, leung en cantonais et niú ou nió• en minnan. C'est une unité de poids légale à Hong Kong.
En chinois, l'expression « un demi-catty vaut huit taels » (半斤八兩), expression qui désigne deux façons différentes de désigner une seule et même chose, est encore en usage de nos jours ; elle signifie “une demie livre vaut huit onces”.

### Sources
- (en) Cet article est partiellement ou en totalité issu de l’article de Wikipédia en anglais intitulé « Tael » (voir la liste des auteurs).